# Draft NFL 1946
Il Draft NFL 1946 si è tenuto il 14 gennaio 1946 all'Hotel Commodore di New York.
La scelta più nota di questo draft fu quella dei Washington Redskins che rimane uno degli errori più grossolani della storia del draft. I Redskins scelsero Cal Rossi con la nona scelta assoluta. Tuttavia, Rossi era uno junior (giocatore al terzo anno di college) e non era eleggibile per essere scelto nel draft. Washington lo scelse nuovamente nel Draft NFL 1947 ma non giocò mai nel football professionistico.

## Primo giro
|  | = Hall of Famer |

| Scelta | Squadra             | Giocatore             | Ruolo       | College    |
| ------ | ------------------- | --------------------- | ----------- | ---------- |
| 1      | Boston Yanks        | Frank Dancewicz       | Quarterback | Notre Dame |
| 2      | Chicago Cardinals   | Dub Jones             | Back        | Tulane     |
| 3      | Pittsburgh Steelers | Felix "Doc" Blanchard | Fullback    | Army       |
| 4      | Chicago Bears       | Johnny Lujack         | Quarterback | Notre Dame |
| 5      | New York Giants     | George Connor         | Tackle      | Notre Dame |
| 6      | Green Bay Packers   | Johnny Strzykalski    | Back        | Marquette  |
| 7      | Philadelphia Eagles | Leo Riggs             | Back        | USC        |
| 8      | Detroit Lions       | Bill Dellastatious    | Back        | Missouri   |
| 9      | Washington Redskins | Cal Rossi             | Back        | UCLA       |
| 10     | Los Angeles Rams    | Emil "Red" Sitko      | Halfback    | Notre Dame |

## Hall of Fame
All'annata 2013, un giocatore della classe del Draft 1946 è stato inserito nella Pro Football Hall of Fame:
- George Connor, Tackle da Notre Dame scelto come quinto assoluto dai New York Giants.

Induzione: Professional Football Hall of Fame, classe del 1975.